# Tipula lagunicola
Tipula lagunicola är en tvåvingeart som beskrevs av Alexander 1969. Tipula lagunicola ingår i släktet Tipula och familjen storharkrankar. Inga underarter finns listade i Catalogue of Life.